# Achterliche See

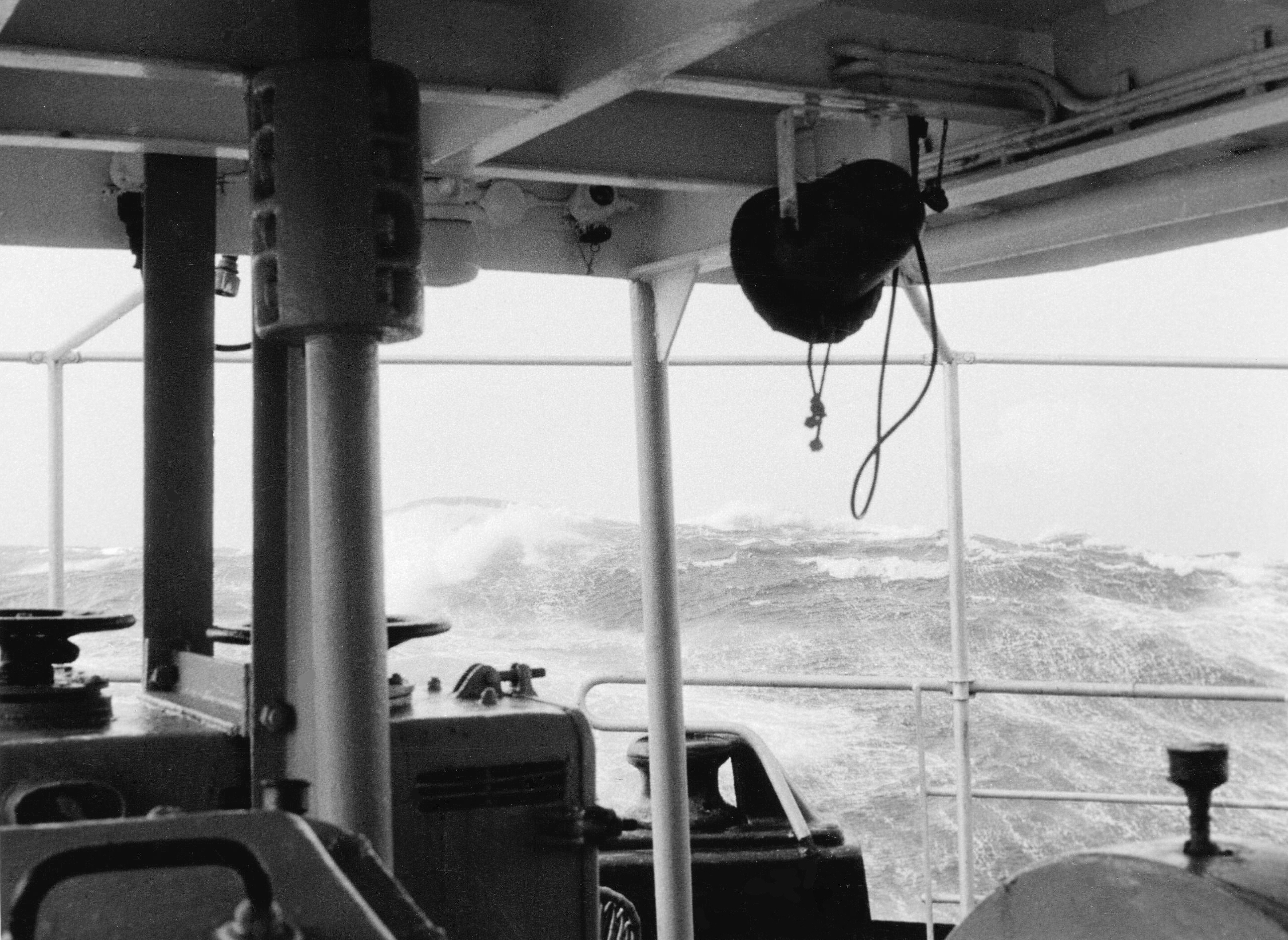
Wind und See von achtern, Sturm Beaufort 10 (Winter 1957 im Nordatlantik)

Von achterlicher See spricht man in der Schifffahrt, wenn der Seegang in die gleiche Richtung wie das Wasserfahrzeug gerichtet ist. „achterlich“ geht auf den Seemannsbegriff Achtern zurück und bedeutet „von hinten kommend“.
Die achterliche See bringt zwar das Schiff ähnlich wie Rückenwind schneller voran, ist aber nicht ohne Risiken: Bei starkem Seegang kann sie abhängig von Schiffsgröße und Geschwindigkeit gefährlich werden, da sie die Lage des Schiffs im Wasser destabilisiert. Große Wellen können das Schiff „überlaufen“, also das Schiffsdeck überspülen, oder das Heck anheben und das Schiff mit dem Vorderteil voraus in die nächste Welle hinein unter Wasser drücken (das Schiff „schneidet mit dem Vorderschiff unter“). Durch die Orbitalbewegung des Wassers wird das Ruder von hinten angeströmt und hat so keine Wirkung mehr, das Schiff ist nicht mehr steuerbar.